# 阿尔弗雷多·迪斯蒂法诺球场
阿尔弗雷多·迪斯蒂法诺球场（英語：Alfredo Di Stéfano Stadium），简称迪斯蒂法诺球场，是一座位于西班牙首都马德里的专业足球场馆，现为西甲俱乐部皇家马德里旗下球场之一，也是皇马下属球队皇家马德里卡斯蒂利亚的主场。
自2020年起，因皇马主场伯纳乌球场需要翻修，其一线队将与预备队共用迪斯蒂法诺球场。迪斯蒂法诺球场以皇马前传奇球员迪斯蒂法诺的名字命名。

## 总览
2006年5月9日星期二，阿尔弗雷多·迪斯蒂法诺球场在皇家马德里的训练中心正式揭幕。球场的揭幕战是皇马与1956年欧洲冠军杯决赛的对手，法甲俱乐部兰斯的再次交手，而2006年也是皇马击败他们夺得首届欧洲冠军杯的50周年庆。在这场揭幕战中，皇家马德里最终6-1狂胜兰斯，为主队进球的是后卫拉莫斯、意大利前锋卡萨诺（梅开二度）、本土前锋索尔达多（也梅开二度）、以及中场胡拉多。
迪斯蒂法诺球场的地点坐落于西班牙首都马德里市郊外的巴尔德维巴斯附近的皇家马德里城内。
迪斯蒂法诺球场西部的主看台能容纳4,000个座位，东看台则能容纳2,000个座位，这座体育场最多可容纳6,000名球迷前来观战。
由于COVID-19疫情，也为了促进伯纳乌球场的翻新工程，皇家马德里决定将该赛季的剩余的一线队主场比赛放在迪斯蒂法诺球场进行。2020年6月14日，在皇家马德里主场3-1战胜埃瓦尔的西甲比赛中，皇马一线队的比赛首次在迪斯蒂法诺球场举行。2020年9月6日，迪斯蒂法诺球场首次举办西班牙国家队的比赛，但这场西班牙4-0完胜乌克兰的欧国联比赛仍需空场进行，因此球迷无法与队员们欢庆胜利。

## 注解
1. ↑  （靠近马德里巴拉哈斯机场）
2. ↑  由于COVID-19疫情，比赛需要空场进行